# K.Honnekoppa, Hosanagara
K.Honnekoppa là một làng thuộc tehsil Hosanagara, huyện Shimoga, bang Karnataka, Ấn Độ.